# مسجد الخير (صنعاء)
مسجد الخير أكبر مسجد في صنعاء عاصمة اليمن. حسب يمن تايمز فإن المسجد مرتبط بمقبل بن هادي الوادعي.